# 우넨라기아
우넨라기아(Unenlagia)는 중생대 백악기 후기, 오늘날 남아메리카 대륙에 서식했던 2족보행의 잡식성 공룡이다. 용반류-수각아목에 속한다. 학명은 화석이 발견된 현지의 언어로 '반쯤되는 새(half-bird)'라는 의미를 갖고 있다. 전체 몸 길이는 약 2m~2.5m, 체중은 50kg~60kg 정도 되었을 것으로 추정된다.
우넨라기아를 구성하는 종 가운데 하나인 우넨라기아 코마후엔시스(Unenlagia comahuensis)는 비록 몸집이 너무 커서 날 수는 없었지만 우넨라기아 코마후엔시스는 날개처럼 펄럭일 수 있는 팔과 새의 골반을 비롯한 조류와 공통적인 특징이 몇 개 있었다. 최고 1.5m에 달하는 이 공룡은 특히 견갑골이 아래팔 구멍이 뒤쪽 아래를 향하지 않고 앞쪽을 향해 있다. 또 우넨라기아의 삼각형 모양 골반은 데이노니쿠스와 시조새의 중간 정도에 해당되는 것으로 보인다.